# Saison 2010 de la National Rugby League
Navigation
Édition précédente Édition suivante
La Saison 2010 de la National Rugby League est la cent-troisième saison de cette compétition depuis que celle-ci a été créée en 1908. Seize équipes jouent 26 journées de championnat (phase régulière), les huit meilleures d'entre elles seront qualifiées pour les phases finales, dans le but de se qualifier pour la Grande Finale. Le coup d'envoi officiel de la saison est le 12 mars 2010.

## Équipes
| Club                           | Admis en |
| Brisbane Broncos               | 1988     |
| Canberra Raiders               | 1982     |
| Canterbury Bulldogs            | 1935     |
| Cronulla Sharks                | 1967     |
| Gold Coast Titans              | 2007     |
| Manly Sea Eagles               | 1947     |
| Melbourne Storm                | 1998     |
| Newcastle Knights              | 1988     |
| New Zealand Warriors           | 1995     |
| North Queensland Cowboys       | 1995     |
| Parramatta Eels                | 1947     |
| Penrith Panthers               | 1967     |
| Saint-George Illawarra Dragons | 1999     |
| South Sydney Rabbitohs         | 1908     |
| Sydney Roosters                | 1908     |
| Wests Tigers                   | 2000     |

## Classement de la phase régulière
| Rang | Franchise                    | Joués | V  | N | D  | PP  | PC  | Diff | Exempt | Points |
| 1    | St. George Illawarra Dragons | 24    | 17 | 0 | 7  | 518 | 299 | +219 | 2      | 38     |
| 2    | Penrith Panthers             | 24    | 15 | 0 | 9  | 645 | 489 | +156 | 2      | 34     |
| 3    | Wests Tigers                 | 24    | 15 | 0 | 9  | 537 | 503 | +34  | 2      | 34     |
| 4    | Gold Coast Titans            | 24    | 15 | 0 | 9  | 520 | 498 | +22  | 2      | 34     |
| 5    | New Zealand Warriors         | 24    | 14 | 0 | 10 | 539 | 486 | +53  | 2      | 32     |
| 6    | Sydney Roosters (WS)         | 24    | 14 | 0 | 10 | 559 | 510 | +49  | 2      | 32     |
| 7    | Canberra Raiders             | 24    | 13 | 0 | 11 | 499 | 493 | +6   | 2      | 30     |
| 8    | Manly Sea Eagles             | 24    | 12 | 0 | 12 | 545 | 510 | +35  | 2      | 28     |
| 9    | South Sydney Rabbitohs       | 24    | 11 | 0 | 13 | 584 | 567 | +17  | 2      | 26     |
| 10   | Brisbane Broncos (SF)        | 24    | 11 | 0 | 13 | 508 | 535 | -27  | 2      | 26     |
| 11   | Newcastle Knights            | 24    | 10 | 0 | 14 | 499 | 569 | -70  | 2      | 24     |
| 12   | Parramatta Eels (RU)         | 24    | 10 | 0 | 14 | 413 | 491 | -78  | 2      | 24     |
| 13   | Canterbury Bulldogs (SF)     | 24    | 9  | 0 | 15 | 494 | 539 | -45  | 2      | 22     |
| 14   | Cronulla Sharks              | 24    | 7  | 0 | 17 | 354 | 609 | -255 | 2      | 18     |
| 15   | North Queensland Cowboys     | 24    | 5  | 0 | 19 | 425 | 667 | -242 | 2      | 14     |
| 16   | Melbourne Storm (CH)         | 24    | 14 | 0 | 10 | 489 | 363 | +126 | 2      | 01     |

| - Qualifié pour les phases finales (#1 à #8). |
| CH : Champion 2009, RU : Finaliste 2009, WS : Cuillère de bois 2009, SF : Demi-finaliste 2009                                                                                  |
| abréviations=Pts, points; J, matchs joués; V, victoires ; N, match nuls ; D, défaites ; PP, points pour ; PC, points contre ; Diff, différence de points ; T, tenant du titre. |

Attribution des points : Deux points sont attribués pour une victoire, un point pour un match nul, aucun point en cas de défaite.

1Melbourne s'est fait retirer l'intégralité de ses points ainsi que des titres 2007 et 2009 pour des dépassements du salary cap depuis 2006.

Mise à jour : 13/09/2010

Source : nrl.com

## Playoffs
La NRL utilise le McIntyre Final Eight System pour décider des finalistes. 
Seuls trois des huit qualifiés de la saison 2009 ont réussi à en faire autant en 2010 : les St George Illawarra Dragons, les Gold Coast Titans et les Manly-Warringah Sea Eagles. Les Canberra Raiders, les New Zealand Warriors et les Sydney Roosters reviennent en playoffs après avoir fini respectivement 13e, 14e et 16e (dernier) en 2009. Les Wests Tigers ne s'étaient pas qualifiés depuis 2005 et les Penrith Panthers depuis 2004.
| PRE FINALES                 |                        |                             |              |                         |                               |        |
| Gold Coast Titans           | 28 – 16                | New Zealand Warriors        | 10 septembre | Skilled Park            | Gavin Badger Tony Archer      | 27 026 |
| Wests Tigers                | 15 – 19 (golden point) | Sydney Roosters             | 11 septembre | Sydney Football Stadium | Shayne Hayne Matt Cecchen     | 33 315 |
| Penrith Panthers            | 22 – 24                | Canberra Raiders            | 11 septembre | CUA Stadium             | Ben Cummins Steve Lyons       | 16 668 |
| St George Illawarra Dragons | 28 – 0                 | Manly-Warringah Sea Eagles  | 12 septembre | Jubilee Oval            | Jarred Maxwell Jason Robinson | 15 574 |
| DEMI FINALES                |                        |                             |              |                         |                               |        |
| Canberra Raiders            | 24 – 26                | Wests Tigers                | 17 septembre | Canberra Stadium        | Tony Archer Jared Maxwell     | 26 476 |
| Sydney Roosters             | 34 – 12                | Penrith Panthers            | 18 septembre | Sydney Football Stadium | Shayne Hayne Ben Cummins      | 23 459 |
| FINALES PRELIMINAIRES       |                        |                             |              |                         |                               |        |
| Gold Coast Titans           | 6 – 32                 | Sydney Roosters             | 24 septembre | Suncorp Stadium         | Tony Archer Jared Maxwell     | 44 787 |
| St George Illawarra Dragons | 13 – 12                | Wests Tigers                | 25 septembre | ANZ Stadium             | Ben Cummins Shayne Hayne      | 71 212 |
| GRANDE FINALE               |                        |                             |              |                         |                               |        |
| Sydney Roosters             | 8 - 32                 | St George Illawarra Dragons | 3 octobre    | ANZ Stadium             | Tony Archer Shayne Hayne      | 82 334 |

### Grand Final
La Grande Finale s'est déroulée à l'ANZ Stadium le 3 octobre entre les  Sydney Roosters et les St George Illawarra Dragons. Ces deux équipes s'affrontaient pour la quatrième fois en finale, la première depuis 1975. Le dernier sacre des Roosters remontait à 2004, celui des Dragons à 1979, quand ils s'appelaient encore les St. George Dragons, avant la fusion avec les Illawarra Steelers.
| 3 octobre 2010 17 h 20 (heure australienne) | St. George Illawarra Dragons | 32 – 8 (6 – 8) | Sydney Roosters                                                        | ANZ Stadium, Sydney 82 334 spectateurs Arbitre : Tony Archer, Shayne Hayne |
| 3 octobre 2010 17 h 20 (heure australienne) | Essai(s) : Gasnier (8e), Nightingale 2 (46e, 60e), Young (63e), Fien (70e) Transformation(s) : Soward 5/5 (9e, 47e, 61e, 64e, 71e) Pénalité(s) : Soward 1/2 (67e) |                | Essai(s) : Anasta (16e), Aubusson (20e) Transformation(s) : Carney 0/2 | ANZ Stadium, Sydney 82 334 spectateurs Arbitre : Tony Archer, Shayne Hayne |
| 3 octobre 2010 17 h 20 (heure australienne) | |                |                                                                        | ANZ Stadium, Sydney 82 334 spectateurs Arbitre : Tony Archer, Shayne Hayne |

## Meilleurs scoreurs
| Rang | Joueur         | Club                         | Poste            | Points | Essais | Buts | Drops |
| 1    | Michael Gordon | Penrith Panthers             | Ailier           | 270    | 16     | 103  | 0     |
| 2    | Todd Carney    | Sydney Roosters              | Demi d'ouverture | 255    | 16     | 95   | 1     |
| 3    | Benji Marshall | Wests Tigers                 | Demi d'ouverture | 203    | 12     | 76   | 3     |
| 4    | Jamie Soward   | St. George Illawarra Dragons | Demi d'ouverture | 197    | 6      | 84   | 5     |
| 5    | James Maloney  | New Zealand Warriors         | Demi de mêlée    | 188    | 10     | 73   | 2     |

## Meilleurs marqueurs d'essais
| Rang | Joueur             | Club                         | Poste  | Essais |
| 1    | Shaun Kenny-Dowall | Sydney Roosters              | Centre | 21     |
| 1    | Akuila Uate        | Newcastle Knights            | Ailier | 21     |
| 3    | Israel Folau       | Brisbane Broncos             | Centre | 20     |
| 3    | Brett Morris       | St. George Illawarra Dragons | Ailier | 20     |
| 3    | Manu Vatuvei       | New Zealand Warriors         | Ailier | 19     |